# Чадборн и Парк
Чадборн и Парк (англ.: Chadbourne & Parke LLP), основанная в 1902 году Томасом Л. Чадборном, представляла собой юридическую фирму, насчитывавшую 400 сотрудников и имевшую 12 офисов в десяти странах. Чадборн был известен своей практикой в области проектного финансирования и энергетики, международного страхования и перестрахования, многосторонних судебных разбирательств и корпоративных транзакций.
21 февраля 2017 года Norton Rose Fulbright и Chadbourne & Parke договорились о слиянии в объединённую фирму, известную как Norton Rose Fulbright, со штатом около 4000 юристов и годовым доходом около 2 миллиардов долларов.

## Обзор
Помимо работы в США, фирма открыла представительства в Западной, Центральной и Восточной Европе, Турции, на Ближнем Востоке и в Латинской Америке.
В 2014 году фирма переехала в новый офис по адресу Авеню Америк, 1301. До 2014 года фирма располагалась по адресу Рокфеллер Плаза, 30. В марте 2008 года фирма приобрела офис нью-йоркской фирмы Thacher Proffitt &amp; Wood в Мехико, а также связанную с ней команду юристов в Нью-Йорке, специализирующихся на арбитраже и сделках, связанных с Латинской Америкой.
Среди клиентов Чадборна были Томас Эдисон, Уинстон Черчилль, Джеймс Джойс и братья Райт. В 1924 году Том Чедборн организовал объединение системы метрополитена Нью-Йорка. Успех фирмы в двух знаковых делах в Верховном суде США в 1980-х годах создал правовую основу для развития отраслей когенерации и независимого производства электроэнергии. В ходе успешного представления интересов французских и американских клиентов в деле о фиаско спортивного автомобиля DeLorean в Северной Ирландии впервые в истории Великобритании пришлось раскрыть протоколы заседаний Кабинета министров. Первое в истории одобрение на открытие иностранной юридической фирмы в Индии было получено для Chadbourne and Parke.

## Известные мандаты
- Представление интересов кредиторов в связи с проектом Sabine Pass Liquefaction LLC стоимостью 6 миллиардов долларов в округе Кэмерон, штат Луизиана. Это будет первый в мире терминал СПГ, способный импортировать и газифицировать СПГ, а также сжижать и экспортировать природный газ.
- PepsiCo в связи с приобретением ОАО «Лебедянский», российского производителя соков[3].
  - По условиям сделки компания была разделена: завод в Лебедяни и производство соков перешли PepsiCo, а производство детского питания и минеральной воды в Липецке выделено в отдельную компанию[4].
- Консультант «Газпрома» по проектному финансированию разработки Штокмановского месторождения на сумму 20 млрд долларов США.
- Оказание консультационной поддержки Азиатскому банку развития в рамках проектного финансирования на сумму 412 млн долларов США для электростанции в провинции Ба Риа-Вунгтау, Вьетнам.
- Антимонопольный советник в тендерном предложении бразильской горнодобывающей компании Companhia Vale do Rio Dolce о покупке канадской никелевой компании Inco, которая теперь называется CVRD Inco.
- Консультант по вопросам ответственности за качество продукции компании British American Tobacco в деле правительства о борьбе с коррупцией и рэкетирскими организациями (RICO) на сумму 280 миллиардов долларов против производителей сигарет.
- Арбитраж от имени Lloyd’s of London в отношении убытков Enron и Worldcom.

## Известные адвокаты
- Тибо де Сен-Фалль[англ.], бывший директор Экспортно-импортного банка США при Джимми Картере
- Эбби Лоуэлл[англ.], главный советник демократов по вопросам меньшинства в Палате представителей США во время импичмента Биллу Клинтону.
- Эд Маски, государственный секретарь и кандидат на пост вице-президента в 1968 году, в течение многих лет был старшим партнёром вашингтонского офиса.
- Джордж Банди Смит[англ.] присоединился к Chadbourne в декабре 2006 года в качестве партнёра по судебной практике в Нью-Йорке после выхода на пенсию с должности младшего судьи Апелляционного суда Нью-Йорка (высшего суда в штате Нью-Йорк).
- Джордж Патаки, губернатор Нью-Йорка
- Джулисса Рейносо, бывший посол США в Уругвае.
- Джордж А. Спейтер[англ.], председатель American Airlines, который ранее консультировал авиакомпании фирмы с 1930-х по 1960-е годы.
- Джон Кэхилл[англ.], начальник штаба Патаки.
- Дэна Фрикс, известный бизнес-консультант в сфере телекоммуникаций, медиа и технологий, а также главный юрисконсульт Инициативы Уитакера по миру и развитию.
- Эдди Хуан[англ.], американский ресторатор, шеф-повар, писатель и телеведущий.
- Филип Гудман[англ.], бывший военно-морской офицер, чиновник Казначейства США и председатель целевой группы по борьбе с финансовыми преступлениями для международных страховых регуляторов.

## Интересные факты
Имеется московское представительство.